# Deutsch Imre (orvos)
Deutsch Imre (Budapest, Erzsébetváros, 1896. szeptember 30. – 1944. november 8.) urológus, sebész, Dési Illés (1931–2018) orvos apja, Dési János újságíró nagyapja.

## Életpályája
Deutsch József (1872–1945) kereskedelmi könyvelő és Waitzner Matild (1873–1939) fiaként született. Tanulmányait a budapesti Pázmány Péter Tudományegyetemen végezte. Az első világháborúban húsz hónapig a fronton szolgált, olasz hadifogságba esett. Hazatérése után folytatta tanulmányait és 1922-ben urológus szakorvosi képesítést szerzett. 1919–1921-ben orvostan-hallgatóként a Charité Poliklinika laborjában dolgozott, majd 1922 és 1928 között az Illyés Géza professzor által vezetett Urológiai Klinika munkatársa volt. 1922-től 1944-ig az Országos Társadalombiztosító Intézet Urológiai Osztályának alorvosa, osztályvezető helyettes főorvosa volt. 1938 és 1941 között négy alkalommal teljesített katonai szolgálatot, melyekért emlékérmeket kapott. 1942–44-ben a Pesti Izraelita Hitközség Szabolcs Utcai Kórházának megbízott főorvosa, 1944. január és április között a Szeretetkórház Urológiai Osztályának osztályvezető főorvosa. 1919 és 1923 között a Gyógyászat című lap belső munkatársa, 1926 és 1939 között a Bőrgyógyászati, Urológiai és Venerológiai Szemle urológiai rovatának szerkesztője és 1938–1939-ben a Magyar Urológia című lap helyettes főszerkesztője. 1944 áprilisában kirendelték a Nagybánya mellett fekvő Kápolnokmonostorra körorvosnak, ahonnan júniusban az auschwitzi, majd a mauthauseni koncentrációs táborba hurcolták, ahol egy kőbányában dolgoztatták. 1944 novemberében vesztette életét.
Felesége Adler Anna (1899–1994) fogorvos, szakfőorvos, Adler Illés rabbi, hittudós és Krammer Janka lánya, akivel 1925. február 5-én Budapesten, az Erzsébetvárosban kötött házasságot.

## Művei
- Urethra plastika esetek (Gyógyászat, 1923, 20. szám)
- A carbamidos vesefunctiós próba a sebészetben. Radó Bélával. (Orvosi Hetilap, 1926, 32. szám)
- A gyermekkor sebész-urológiai megbetegedéseinek áttekintése a modern vizsgáló eljárások szempontjából (Gyógyászat, 1927, 47. szám)
- Egyszerű cystoskop-rögzítő állvány (Gyógyászat, 1929, 12. szám)
- Gyermekkori hugykőbetegségek (Gyógyászat, 1930, 33. szám)
- Vizsgálatok az uropathogen mikrobák befolyásáról a fertőzött vizelet hydro-geniontöménységére. Fodor Pállal. (Gyógyászat, 1934, 38. szám)
- Megjegyzések a gyermekkor urológiájához (Gyógyászat, 1936, 19. szám)